# Рорарії
Рора́рії (лат. rorarii) — легка піхота, яка входила в склад римського легіону епохи ранньої республіки (VI—IV ст. до н. е.)

## Озброєння і тактика
Відповідно до четвертого майнового класу за реформою Сервія Тулія рорарії були озброєні списом для ближнього бою і дротиком. Обладунків не мали. У шикуванні легіону стояли в другій вексилії третьої лінії, одразу після тріарїв. Під час бою рорарії проходили в розсипному строю через ряди тріаріїв для підтримки атаки принципів.

## Історія
Рорарії згадані  Тітом Лівієм в структурі легіону 340 р. до н. е. Проте в дещо пізнішому описі легіону  Полібієм вже рораріїв і акцензів немає. Цей факт можна пов'язати з двома обставинами: з одного боку значення цих двох категорій було невелике, і Полібій міг просто не звертати уваги на них; з іншого боку вони могли просто на той момент вже зникнути з структури легіону. У будь-якому випадку, до кінця III століття до н. е. рораріїв у складі легіону вже не було.